# کریستین مکون
کریستین مکون (انگلیسی: Christian Makoun؛ زادهٔ ۵ مارس ۲۰۰۰) بازیکن فوتبال اهل ونزوئلا است.
از باشگاه‌هایی که در آن بازی کرده‌است می‌توان به باشگاه فوتبال یوونتوس اشاره کرد.